# Llista d'asteroides/143901-144000
| Nom      | Designació provisional | Data de descobriment   | Lloc de descobriment | Descobridor/s |
| -------- | ---------------------- | ---------------------- | -------------------- | ------------- |
| 143901 - | 2003 YR60              | 19 de desembre de 2003 | Kitt Peak            | Spacewatch    |
| 143902 - | 2003 YR61              | 19 de desembre de 2003 | Socorro              | LINEAR        |
| 143903 - | 2003 YZ61              | 19 de desembre de 2003 | Socorro              | LINEAR        |
| 143904 - | 2003 YM62              | 19 de desembre de 2003 | Socorro              | LINEAR        |
| 143905 - | 2003 YS62              | 19 de desembre de 2003 | Socorro              | LINEAR        |
| 143906 - | 2003 YW62              | 19 de desembre de 2003 | Socorro              | LINEAR        |
| 143907 - | 2003 YV63              | 19 de desembre de 2003 | Socorro              | LINEAR        |
| 143908 - | 2003 YR65              | 19 de desembre de 2003 | Socorro              | LINEAR        |
| 143909 - | 2003 YS66              | 20 de desembre de 2003 | Socorro              | LINEAR        |
| 143910 - | 2003 YD69              | 20 de desembre de 2003 | Socorro              | LINEAR        |
| 143911 - | 2003 YJ69              | 20 de desembre de 2003 | Socorro              | LINEAR        |
| 143912 - | 2003 YN70              | 19 de desembre de 2003 | Socorro              | LINEAR        |
| 143913 - | 2003 YF74              | 18 de desembre de 2003 | Socorro              | LINEAR        |
| 143914 - | 2003 YA75              | 18 de desembre de 2003 | Socorro              | LINEAR        |
| 143915 - | 2003 YC79              | 18 de desembre de 2003 | Socorro              | LINEAR        |
| 143916 - | 2003 YE79              | 18 de desembre de 2003 | Socorro              | LINEAR        |
| 143917 - | 2003 YN79              | 18 de desembre de 2003 | Socorro              | LINEAR        |
| 143918 - | 2003 YP79              | 18 de desembre de 2003 | Socorro              | LINEAR        |
| 143919 - | 2003 YW80              | 18 de desembre de 2003 | Socorro              | LINEAR        |
| 143920 - | 2003 YF82              | 18 de desembre de 2003 | Socorro              | LINEAR        |
| 143921 - | 2003 YW85              | 19 de desembre de 2003 | Socorro              | LINEAR        |
| 143922 - | 2003 YU87              | 19 de desembre de 2003 | Socorro              | LINEAR        |
| 143923 - | 2003 YE89              | 19 de desembre de 2003 | Socorro              | LINEAR        |
| 143924 - | 2003 YH89              | 19 de desembre de 2003 | Socorro              | LINEAR        |
| 143925 - | 2003 YO89              | 19 de desembre de 2003 | Socorro              | LINEAR        |
| 143926 - | 2003 YX89              | 19 de desembre de 2003 | Kitt Peak            | Spacewatch    |
| 143927 - | 2003 YE90              | 19 de desembre de 2003 | Kitt Peak            | Spacewatch    |
| 143928 - | 2003 YU90              | 20 de desembre de 2003 | Socorro              | LINEAR        |
| 143929 - | 2003 YP91              | 20 de desembre de 2003 | Socorro              | LINEAR        |
| 143930 - | 2003 YP98              | 19 de desembre de 2003 | Kitt Peak            | Spacewatch    |
| 143931 - | 2003 YD102             | 19 de desembre de 2003 | Socorro              | LINEAR        |
| 143932 - | 2003 YF102             | 19 de desembre de 2003 | Socorro              | LINEAR        |
| 143933 - | 2003 YC104             | 21 de desembre de 2003 | Socorro              | LINEAR        |
| 143934 - | 2003 YD105             | 21 de desembre de 2003 | Socorro              | LINEAR        |
| 143935 - | 2003 YE105             | 22 de desembre de 2003 | Socorro              | LINEAR        |
| 143936 - | 2003 YR105             | 22 de desembre de 2003 | Socorro              | LINEAR        |
| 143937 - | 2003 YK106             | 22 de desembre de 2003 | Socorro              | LINEAR        |
| 143938 - | 2003 YV106             | 22 de desembre de 2003 | Catalina             | CSS           |
| 143939 - | 2003 YC107             | 22 de desembre de 2003 | Kitt Peak            | Spacewatch    |
| 143940 - | 2003 YW113             | 24 de desembre de 2003 | Socorro              | LINEAR        |
| 143941 - | 2003 YE115             | 27 de desembre de 2003 | Socorro              | LINEAR        |
| 143942 - | 2003 YF115             | 27 de desembre de 2003 | Socorro              | LINEAR        |
| 143943 - | 2003 YH115             | 27 de desembre de 2003 | Socorro              | LINEAR        |
| 143944 - | 2003 YP115             | 27 de desembre de 2003 | Socorro              | LINEAR        |
| 143945 - | 2003 YZ115             | 27 de desembre de 2003 | Socorro              | LINEAR        |
| 143946 - | 2003 YB117             | 27 de desembre de 2003 | Socorro              | LINEAR        |
| 143947 - | 2003 YQ117             | 26 de desembre de 2003 | Haleakala            | NEAT          |
| 143948 - | 2003 YJ118             | 23 de desembre de 2003 | Socorro              | LINEAR        |
| 143949 - | 2003 YO119             | 27 de desembre de 2003 | Socorro              | LINEAR        |
| 143950 - | 2003 YR120             | 27 de desembre de 2003 | Socorro              | LINEAR        |
| 143951 - | 2003 YC121             | 27 de desembre de 2003 | Socorro              | LINEAR        |
| 143952 - | 2003 YL121             | 28 de desembre de 2003 | Socorro              | LINEAR        |
| 143953 - | 2003 YL122             | 27 de desembre de 2003 | Kitt Peak            | Spacewatch    |
| 143954 - | 2003 YY122             | 27 de desembre de 2003 | Socorro              | LINEAR        |
| 143955 - | 2003 YC123             | 27 de desembre de 2003 | Socorro              | LINEAR        |
| 143956 - | 2003 YL123             | 27 de desembre de 2003 | Haleakala            | NEAT          |
| 143957 - | 2003 YB125             | 27 de desembre de 2003 | Socorro              | LINEAR        |
| 143958 - | 2003 YD126             | 27 de desembre de 2003 | Socorro              | LINEAR        |
| 143959 - | 2003 YG126             | 27 de desembre de 2003 | Socorro              | LINEAR        |
| 143960 - | 2003 YX126             | 27 de desembre de 2003 | Socorro              | LINEAR        |
| 143961 - | 2003 YU128             | 27 de desembre de 2003 | Socorro              | LINEAR        |
| 143962 - | 2003 YT129             | 27 de desembre de 2003 | Socorro              | LINEAR        |
| 143963 - | 2003 YA130             | 27 de desembre de 2003 | Socorro              | LINEAR        |
| 143964 - | 2003 YD130             | 27 de desembre de 2003 | Socorro              | LINEAR        |
| 143965 - | 2003 YC133             | 28 de desembre de 2003 | Socorro              | LINEAR        |
| 143966 - | 2003 YE133             | 28 de desembre de 2003 | Socorro              | LINEAR        |
| 143967 - | 2003 YR134             | 28 de desembre de 2003 | Socorro              | LINEAR        |
| 143968 - | 2003 YN136             | 17 de desembre de 2003 | Kitt Peak            | Spacewatch    |
| 143969 - | 2003 YS136             | 18 de desembre de 2003 | Palomar              | NEAT          |
| 143970 - | 2003 YJ138             | 27 de desembre de 2003 | Socorro              | LINEAR        |
| 143971 - | 2003 YV138             | 27 de desembre de 2003 | Socorro              | LINEAR        |
| 143972 - | 2003 YK142             | 28 de desembre de 2003 | Socorro              | LINEAR        |
| 143973 - | 2003 YP142             | 28 de desembre de 2003 | Kitt Peak            | Spacewatch    |
| 143974 - | 2003 YA143             | 28 de desembre de 2003 | Socorro              | LINEAR        |
| 143975 - | 2003 YP143             | 28 de desembre de 2003 | Socorro              | LINEAR        |
| 143976 - | 2003 YG144             | 28 de desembre de 2003 | Socorro              | LINEAR        |
| 143977 - | 2003 YM145             | 28 de desembre de 2003 | Socorro              | LINEAR        |
| 143978 - | 2003 YS145             | 28 de desembre de 2003 | Socorro              | LINEAR        |
| 143979 - | 2003 YF146             | 28 de desembre de 2003 | Socorro              | LINEAR        |
| 143980 - | 2003 YT148             | 29 de desembre de 2003 | Socorro              | LINEAR        |
| 143981 - | 2003 YH150             | 29 de desembre de 2003 | Socorro              | LINEAR        |
| 143982 - | 2003 YK150             | 29 de desembre de 2003 | Anderson Mesa        | LONEOS        |
| 143983 - | 2003 YE152             | 29 de desembre de 2003 | Socorro              | LINEAR        |
| 143984 - | 2003 YZ152             | 29 de desembre de 2003 | Catalina             | CSS           |
| 143985 - | 2003 YT153             | 29 de desembre de 2003 | Catalina             | CSS           |
| 143986 - | 2003 YB154             | 29 de desembre de 2003 | Catalina             | CSS           |
| 143987 - | 2003 YS154             | 29 de desembre de 2003 | Socorro              | LINEAR        |
| 143988 - | 2003 YT154             | 29 de desembre de 2003 | Socorro              | LINEAR        |
| 143989 - | 2003 YY158             | 17 de desembre de 2003 | Socorro              | LINEAR        |
| 143990 - | 2003 YN175             | 19 de desembre de 2003 | Kitt Peak            | Spacewatch    |
| 143991 - | 2003 YO179             | 17 de desembre de 2003 | Mauna Kea            | Mauna Kea     |
| 143992 - | 2004 AF                | Socorro                | LINEAR               |               |
| 143993 - | 2004 AG2               | 13 de gener de 2004    | Anderson Mesa        | LONEOS        |
| 143994 - | 2004 AU2               | 13 de gener de 2004    | Anderson Mesa        | LONEOS        |
| 143995 - | 2004 AJ3               | 13 de gener de 2004    | Anderson Mesa        | LONEOS        |
| 143996 - | 2004 AN3               | 13 de gener de 2004    | Anderson Mesa        | LONEOS        |
| 143997 - | 2004 AU3               | 13 de gener de 2004    | Anderson Mesa        | LONEOS        |
| 143998 - | 2004 AQ4               | 12 de gener de 2004    | Palomar              | NEAT          |
| 143999 - | 2004 AR4               | 12 de gener de 2004    | Palomar              | NEAT          |
| 144000 - | 2004 AV4               | 12 de gener de 2004    | Palomar              | NEAT          |